# Olestra

Dreidimensionale Darstellung des Olestra-Moleküls (animiert)

Olestra ist ein synthetischer Fettersatzstoff, bestehend aus Estern von Fettsäuren und Saccharose (Saccharosepolyester). Es kann nicht von den körpereigenen Lipasen abgebaut werden. Olestra wird von der menschlichen Darmflora im Wesentlichen nicht abgebaut. Da es vom Körper nicht aufgenommen und nicht verdaut wird, wird es gänzlich wieder ausgeschieden. In einer Studie des Herstellers über die Umweltverträglichkeit wird angegeben, dass Olestra in der Umwelt von Mikroorganismen mit einer Halbwertszeit von 10 bis 88 Tagen abgebaut wird.

## Herstellung
Die Herstellung erfolgt, indem Fettsäuremethylester ("Biodiesel")  mit Saccharose zu Olestra umgesetzt werden.

## Eigenschaften
Chemisch ist Olestra ein Gemisch, das typischerweise zu 76 % aus Oktaestern von Saccharose besteht; der Rest besteht hauptsächlich aus Heptaestern und zu jeweils etwa 0,2 % Hexa- und Pentaestern. 

## Verwendung
Da Fette einen hohen physiologischen Brennwert besitzen, haben sie ein negatives Image als „Kalorienbomben“. Die Nahrungsmittelindustrie versucht daher seit Langem, den Fettgehalt von Lebensmitteln zu verringern und sogenannte Light-Produkte anzubieten. Dies ist bei frittierten Produkten (z. B. Pommes frites oder Kartoffelchips) aber schwierig, da hier für den Herstellungsprozess große Mengen von Fett benötigt werden. Gerade auf diesem Gebiet wurde intensiv geforscht, um Verfahren zu entwickeln, um die Fettmenge zu reduzieren oder gar auf Fett ganz verzichten zu können.
Olestra wurde 1968 durch Forscher von Procter & Gamble synthetisiert. Am 24. Januar 1996, nach jahrelangen Bemühungen der Firma, ließ die US-amerikanische Food and Drug Administration das Produkt erstmals zur Verwendung in Lebensmitteln zu, beschränkt auf bestimmte Snacks wie Kartoffelchips oder Tortilla-Chips. In Europa ist Olestra nicht zugelassen, da in Europa Zuckerester von Speisefettsäuren (E 473) höchstens zehn Prozent Tetra- und höhere Ester der Saccharose enthalten dürfen.

## Nebenwirkungen und Risiken
Olestra reduziert die Resorption fettlöslicher Substanzen wie der Vitamine A, D, E und K und der Carotinoide. Deshalb muss Olestra mit den fettlöslichen Vitaminen angereichert sein, während die Verringerung der Carotinoidkonzentration im Blut als unbedenklich gilt.
Beim Ersatz von mehr als etwa 30 Prozent des Nahrungsfettes durch Olestra kommt es zu abdominellen Krämpfen (Bauch- und Magenkrämpfe) und zu Durchfall bis zur Stuhlinkontinenz, weil sich die wasserunlösliche Substanz vom Rest des Stuhls trennt. Diese Trennung und die daraus folgenden Symptome sind auch von der Fettsäurezusammensetzung abhängig; längerkettige Fettsäuren wie Docosansäure mindern die Symptome.
In den USA mussten anfangs alle Olestra enthaltenden Produkte wegen der Nebenwirkungen mit einem Warnhinweis versehen sein, seit 2003 ist diese Regelung trotz Einsprüchen aufgehoben.
Bei Experimenten mit Ratten zeigte sich, dass die Aufnahme von Olestra zu einer dauerhaften Gewichtszunahme führte. Ratten, die mit Chips gefüttert wurden, welche Olestra als Ersatz für Fett enthielten, wogen mehr als Ratten, denen normale Chips vorgesetzt wurden. Auch nachdem beide Gruppen anschließend fetthaltige Kost bekamen, behielten die mit Olestra gefütterten Tiere ihr höheres Gewicht.